# Friona curvicarinata
Friona curvicarinata là một loài tò vò trong họ Ichneumonidae.